# Ladislav Nižňanský
Ladislav Nižňanský (Lutiše, 24 oktober 1917 - München, 23 december 2011) was een Slowaakse oorlogsmisdadiger. 
Nizansky had de leiding over de Duitse Abwehrgruppe Edelweiss. Tijdens de Tweede Wereldoorlog heeft hij bij een actie tegen het verzet 146 mensen vermoord, onder wie vrouwen en kinderen door de dorpen Kľak en Ostrý Grúň in Slowakije plat te branden op 21 januari 1945. 
In februari 1945 voerde Nižňanský het bevel over het executiepeloton dat 18 joodse onderduikers doodschoot.
Na de oorlog kon Nižňanský een vrij leven leiden in München, waar hij werkte voor de zender Radio Free Europe. In 1962 werd hij bij verstek ter dood veroordeeld door een rechtbank in Slowakije, maar Nižňanský was al naar Duitsland gevlucht en kon niet meer vervolgd worden. 
Op 20 januari 2004 werd hij gearresteerd in München. In september 2004 begon de rechtszaak tegen hem en hij werd uiteindelijk op 19 december 2005 door de rechtbank in München definitief vrijgesproken van de moorden. Nižňanský overleed op 23 december 2011 in München. Ladislav Nižňanský is 94 jaar geworden.